# Ophiobotrys zenkeri
Ophiobrotys es un género monotípico de plantas perteneciente a la familia Salicaceae. Su única especie Ophiobotrys zenkeri es originaria de África Occidental.

## Descripción
Es un árbol de 35 m de altura por 1,70 m de circunferencia que se encuentra en la selva tropical y bosque caducifolio mixto desde Costa de Marfil a Camerún, y que se produce también en el este de Gabón. El tronco del árbol es largo, recto y limpio. La madera es dura, de color amarillo, y se hunde en el agua cuando está fresca. Se utiliza para la fabricación de morteros en Ghana.

## Taxonomía
Oncoba zenkeri fue descrita por Ernest Friedrich Gilg y publicado en Botanische Jahrbücher für Systematik, Pflanzengeschichte und Pflanzengeographie 40: 516, t. 2, en el año 1908.